# Бело Поље (Пећ)
Бело Поље код локалног становништва је уобичајен назив Бијело Поље (алб. Bellopojë/Rranza) је насељено место у општини Пећ, на Косову и Метохији. Према попису становништва из 2011. у насељу је живело 1.272 становника.

## Положај
Атар насеља се налази на територији катастарске општине Бело Поље површине 2883 ha. Ово је приградско насеље Пећи на око два километра југозападно од града.

## Историја
У турском попису из 1485. године у селу је забележено укупно 129 хришћанских обвезника, међу којима су поименце поменута два православна попа и једна калуђерица удовица.
У селу и његовој непосредној околини постоје остаци трију цркава. Прва је Црква Ваведења пресвете Богородице, о којој нема никаквих писаних докумената. Једини податак који временски одређује подизање првобитне цркве у 14. век је помињање села Бело Поље, у Повељи Стефана Дечанског из 1327. године, као и надгробна мермерна плоча са уклесаним натписом из 14. века накнадно уграђена у под цркве. Око цркве се налази старо гробље са неколико надгробних споменика у виду камених крстова. Старија црква је порушена у неком од периода турске окупације. Нова црква је подигнута 1868. године, на темељима старије цркве, ангажовањем дечанског архимандрита Кирила Андрејевића, а уз материјалну помоћ тадашње руске царице Марије Александровне. У цркви се налазила и збирка од 30 икона, непроучених и необјављених, са натписима на српскословенском и грчком језику, а има и натписа на арабици и турском језику. Ова црква је 1964. године регистрована као споменик културе. Црква је паљена 1999. године, а 2013. су стручњаци чистили њене фреске.
Остаци друге цркве, која је вероватно била посвећена Богојављењу, налазе се изнад села, на брду званом Крст. Изнад села су и остаци пећине Цареве столице, за коју предање каже да је била испосница неке царице.
Владика рашко-призренски и каснији Патријарх српски Павле у свом извештају Светом Архијерејском Синоду СПЦ, поред осталога, наводи податак да је у овом селу 7. августа 1984. силована једна православна Српкиња од 54 године. Насиље је извршио један Албанац.
Мада је у овом насељу било већинско српско становништво, са око 300 кућа и 1200 становника, током 1999, већинско становништво је „напустило“ Бело Поље. Већ 2003. године организован је њихов надгледани повратак, зашта су изграђене 73 нове куће, које су затим запаљене од стране албанских демонстраната у мартовском погрому Срба 2004. Заправо, у два наврата су спаљени цело село, црква и школски објекат. За овај задњи је планирано да се уреди и оспособи. Повратници су претежно старије особе, њих око 60, односно сада у селу има око 20 српских породица. Најчешћа презимена породица у насељу јесу: Павловић, Ћирковић, Савићи и Ратковићи и многи други.У задњих пар година рођене су две бебе, којима се заједница поноси. Повратници међутим и даље живе у страху и под претњама.

## Становништво
Насеље је до 1999. године имало 90% српског и црногорског становништва. Према попису из 2011. године, Бело Поље има следећи етнички састав становништва:
| Националност | 2011.          |
| Албанци      | 1.227 (96,46%) |
| Египћани     | 17 (1,34%)     |
| Роми         | 15 (1,18%)     |
| Срби         | 8 (93,27%)     |
| Бошњаци      | 1 (0,07%)      |
| Турци        | 1 (0,07%)      |
| недоступно   | 3 (0,25%)      |
| Укупно       | 1.272          |

| Демографија | Демографија | Демографија |
| Година      | Становника  | Становника  |
| ----------- | ----------- | ----------- |
| 1948.       | 588         |             |
| 1953.       | 672         |             |
| 1961.       | 883         |             |
| 1971.       | 1.496       |             |
| 1981.       | 772         |             |
| 1991.       | 971         |             |
| 2011.       | 1.272       |             |

## Организација и инфраструктура
Место има добру везу са градом, електричну, водоводну и канализациону мрежу. Постоји лекарска амбуланта и организоване су лекарске посете једном недељно. Људи претежно живе од социјалне помоћи, пензија и мањим делом од пољопривреде. Многи често путују за Србију и немају сталан боравак у овом насељу.